# Anamorphosée
Albums de Mylène Farmer
Dance Remixes
(1992) Live à Bercy
(1997)
Singles
1. XXL
Sortie : 19 septembre 1995
2. L'Instant X
Sortie : 12 décembre 1995
3. California
Sortie : 26 mars 1996
4. Comme j'ai mal
Sortie : 5 août 1996
5. Rêver
Sortie : 16 novembre 1996

Anamorphosée est le quatrième album studio de Mylène Farmer, sorti le 17 octobre 1995 chez Polydor.
Composé de douze titres, ce disque est entièrement écrit par Mylène Farmer et composé par Laurent Boutonnat (à l'exception d'un titre composé par la chanteuse elle-même).
Enregistré à Los Angeles après l'échec du film Giorgino, cet album est très différent des précédents disques de la chanteuse, mettant en avant un son plus rock et des textes plus lumineux inspirés par Le Livre tibétain de la vie et de la mort de Sogyal Rinpoché.

L'image de Mylène Farmer évolue également, apparaissant plus souriante et féminine, comme en témoigne le livret de l'album signé par Herb Ritts.
Porté par le succès des singles XXL (no 1 dès sa sortie), L'Instant X, California, Comme j'ai mal et Rêver, l'album s'écoule à plus de 1 400 000 exemplaires et reçoit la Victoire de la musique de l’album français le plus exporté en 1996.

## Histoire

### Genèse
En 1993, Laurent Boutonnat tourne Giorgino, un film sur lequel il travaille depuis des années, avec Mylène Farmer dans son premier grand rôle.
Après un tournage difficile au cours duquel leur complicité explose en raison de l'extrême dureté du réalisateur,, le film sort en octobre 1994 : souvent considéré comme « un long clip de 3 heures », c'est un échec commercial.

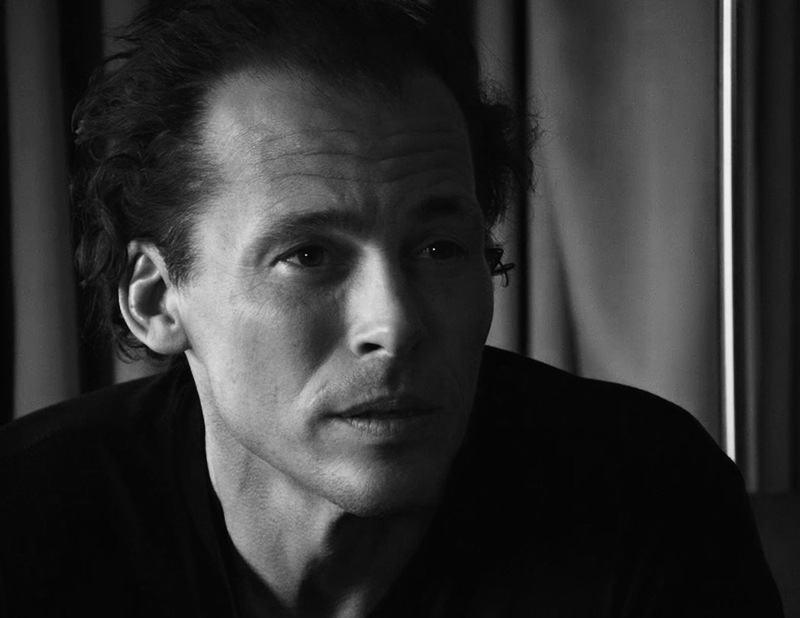
Jeff Dahlgren.

Mylène Farmer part alors à Los Angeles pendant neuf mois en compagnie de Jeff Dahlgren, héros de Giorgino mais aussi guitariste rock : « J'avais besoin de cette idée d'espace, de perte d'identité pour pouvoir me retrouver. Vivre comme tout le monde ». Profitant de son anonymat, elle s'intéresse à d'autres philosophies, comme le bouddhisme, et est marquée par plusieurs lectures, notamment L'Alchimiste de Paulo Coelho et surtout Le Livre tibétain de la vie et de la mort de Sogyal Rinpoché : « Ce n’est pas tant le bouddhisme qui m’attire que les mots, les images, le réconfort. L’idée que, pour apprivoiser la vie, il faut d’abord accepter la mort ».
Elle commence ensuite à travailler sur un nouvel album qu'elle souhaite plus rock et lumineux, avant d'être rejointe par Laurent Boutonnat.
Ensemble, ils créent l'album Anamorphosée qu'ils enregistrent à Los Angeles avec des musiciens américains. « Pour moi, ce mot (anamorphose) exprime à la fois une perception plus large du monde et un moyen de rassembler toutes ces impressions, toutes ces sensations dans une seule image ».

### Sortie
Anamorphosée sort le 17 octobre 1995, un mois après le premier extrait, XXL. Annonciateur de ces grands changements (musique plus rock, texte moins sombre, image plus glamour), XXL connaît immédiatement le succès en se classant n°1 des ventes et des diffusions radio.
L'album se classe directement à la deuxième place des ventes dès sa sortie et passera 34 semaines dans les 10 meilleures ventes d'albums en France, soutenu par les singles L'instant X, California, Comme j'ai mal et Rêver, qui connaissent tous un grand succès. En janvier 1997, Anamorphosée atteint la première place du Top Albums et dépasse le million d'exemplaires vendus.
Entre-temps, Mylène Farmer effectue sa deuxième tournée : entamée en mai 1996, celle-ci est interrompue le 15 juin 1996, la chanteuse faisant une grave chute lors d'un concert à la Halle Tony-Garnier de Lyon. La tournée reprend en novembre 1996 et donnera lieu à l'album Live à Bercy qui paraîtra en mai 1997 et connaîtra à son tour un très grand succès.

## Pochette
Très épurée, la pochette de l'album est signée par le photographe américain Herb Ritts et présente Mylène Farmer très sexy, dans des tons sépias.
Seul le corps debout de la chanteuse apparaît sur la pochette, son visage étant coupé au niveau du cou.
« Quand j’ai vu cette photo de moi sans tête, je me suis dit que c’était exactement le message que je voulais faire passer. Le conscient ne s’inscrit dans aucun contexte, il voyage librement ».
Le livret de l'album présente plusieurs photos sensuelles de Mylène Farmer, toujours dans des tons sépias. « Le choix d’Herb Ritts n’était pas innocent. Je savais qu’il pouvait m’emmener vers une certaine sensualité sans me donner l’impression d’être dénudée. Peut-être y a-t-il aussi le mot femme qui me fait moins peur et que j’accepte totalement. Ces photos sont peut-être plus femme ».

## Liste des titres
| 1.  | California                   | Mylène Farmer | Laurent Boutonnat | 4:59 |
| 2.  | Vertige                      | Mylène Farmer | Laurent Boutonnat | 5:29 |
| 3.  | Mylène s'en fout             | Mylène Farmer | Laurent Boutonnat | 4:31 |
| 4.  | L'Instant X                  | Mylène Farmer | Laurent Boutonnat | 4:46 |
| 5.  | Eaunanisme                   | Mylène Farmer | Laurent Boutonnat | 5:08 |
| 6.  | Et tournoie...               | Mylène Farmer | Laurent Boutonnat | 4:29 |
| 7.  | XXL                          | Mylène Farmer | Laurent Boutonnat | 4:27 |
| 8.  | Rêver                        | Mylène Farmer | Laurent Boutonnat | 5:22 |
| 9.  | Alice                        | Mylène Farmer | Laurent Boutonnat | 5:22 |
| 10. | Comme j'ai mal               | Mylène Farmer | Laurent Boutonnat | 3:54 |
| 11. | Tomber 7 fois...             | Mylène Farmer | Mylène Farmer     | 4:50 |
| 12. | Laisse le vent emporter tout | Mylène Farmer | Laurent Boutonnat | 4:00 |

| 13. | Alice (New Mix)         | Mylène Farmer | Laurent Boutonnat | 5:21 |
| 14. | XXL (Extra Large Remix) | Mylène Farmer | Laurent Boutonnat | 5:05 |

## Description des chansons
L'album est entièrement écrit par Mylène Farmer, qui signe des textes beaucoup moins sombres : « Je suis apaisée à l'idée qu'il y ait une vie après la mort. L'idée de la mort m'a longtemps attirée, impressionnée et oppressée. Aujourd'hui, je me suis libérée de cette hantise ». Continuant d'insérer plusieurs références littéraires et artistiques au sein de ses paroles, la chanteuse utilise également plusieurs anglicismes et néologismes.
La musique, plus rock, est toujours composée par Laurent Boutonnat (à l'exception de Tomber 7 fois..., composé par Mylène Farmer). Alternant ballades et titres rythmés, la production délaisse les synthétiseurs et propose notamment plus de guitares, comme l'explique la chanteuse : « Il y a beaucoup plus d’instruments Live et, fatalement, c’est une production différente, donc des sonorités différentes. Et peut-être cela fait-il appel à d’autres mots et une autre forme d’expression. Une envie de chanter peut-être différemment ».

### California

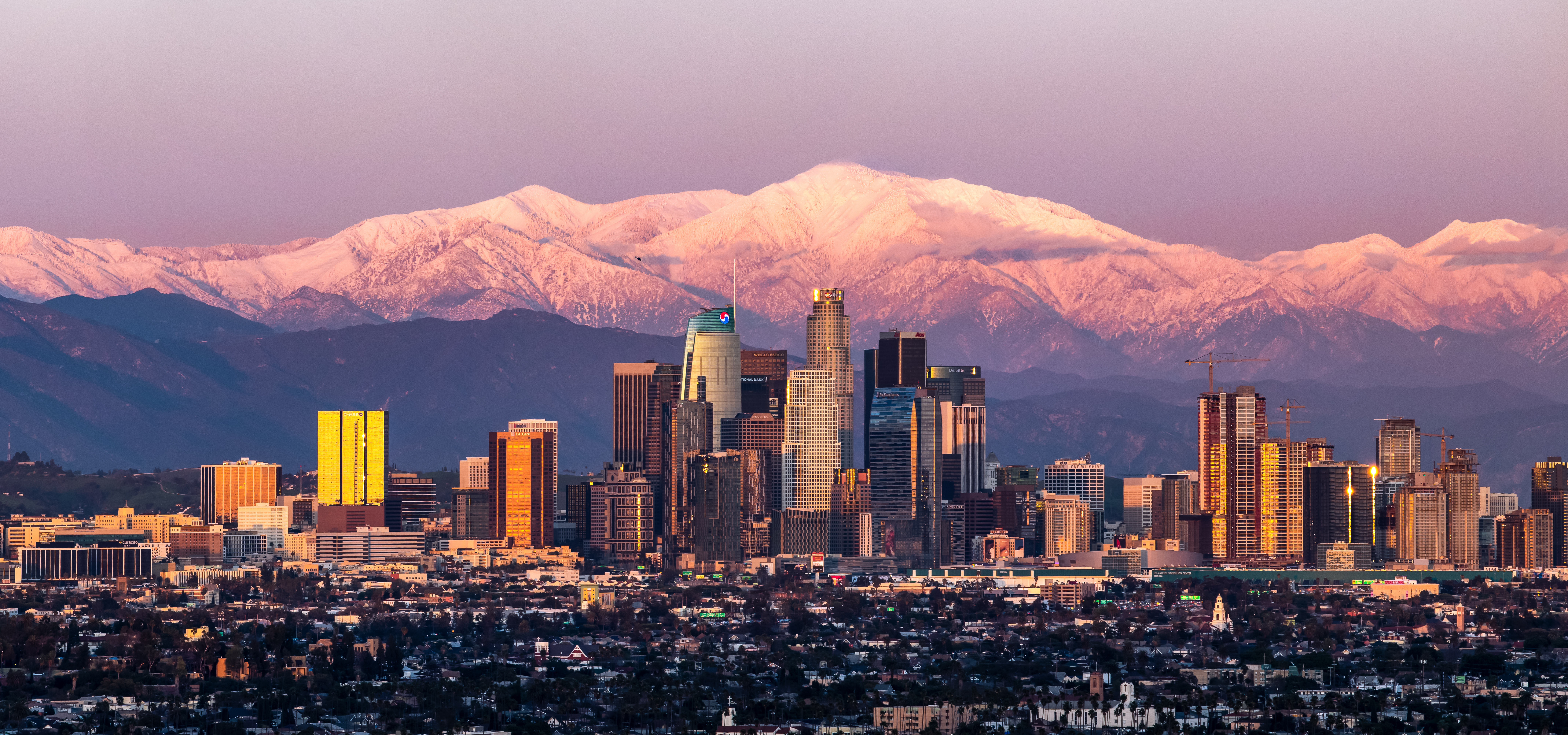
Los Angeles, en Californie.

L'album s'ouvre sur California, une ballade douce et rythmée introduisant de grands changements chez Mylène Farmer, autant au niveau musical que de son état d'esprit.
Décrivant son besoin d'exil et sa découverte de cet état américain, la chanteuse intègre plusieurs mots anglais au sein d'un texte en français, à la manière de Serge Gainsbourg, et détourne quelques vers du Pont Mirabeau d'Apollinaire : « Vienne la nuit, sonne l'heure, les jours s'en vont, je demeure » devient alors « Vienne la nuit et sonne l'heure et moi je meurs, entre apathie et pesanteur où je demeure »).
La phrase « Dans l'rétro, ma vie qui s'anamorphose » inspirera le nom de l'album, Anamorphosée.

### Vertige

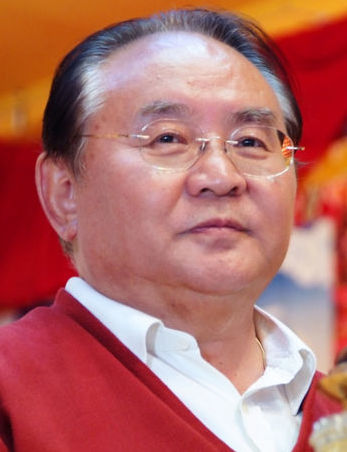
Sogyal Rinpoché.

Après une introduction composée de rythmes Jungle, sur laquelle s'enchaînent de puissantes guitares électriques, la chanteuse confirme son changement d'état d'esprit et clame ouvertement « Je vertige de vivre », créant un néologisme avec le verbe "vertiger". Les couplets, plus doux, marquent une pause plus aérienne, avant que ne reprennent les refrains marqués par un style très rock.
L'influence du bouddhisme, et plus particulièrement du livre Le Livre tibétain de la vie et de la mort de Sogyal Rinpoché, se fait particulièrement ressentir dans ce texte qui appelle à vivre l'instant présent (« Impermanente l'existence », « Vois comme la vie est éphémère, comme les nuages, juste un passage », « Instant présent tu es l'essence du voyage »).
Mylène Farmer déclarera : « J’accepte enfin l’idée du temps qu’on ne peut pas retenir. Je vis l’instant présent ».
« "Vertige" est un mot clé. J’ai, fatalement, changé. J’ai grandi. Je me suis ouverte à la vie ».

### Mylène s'en fout

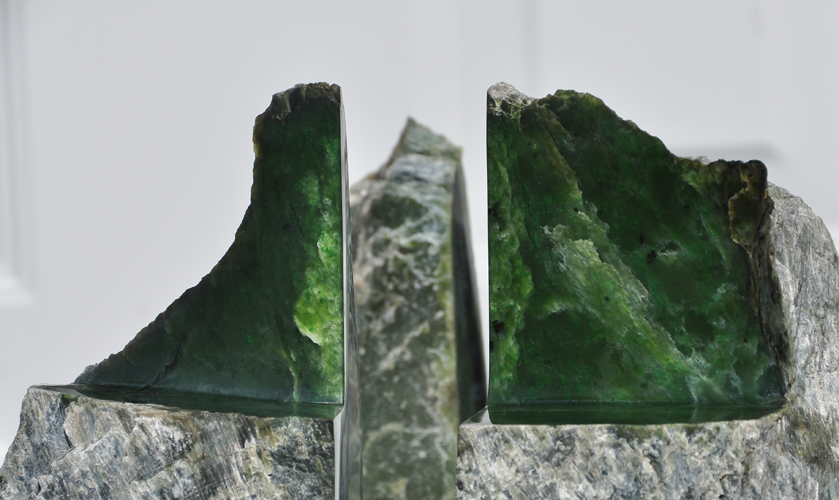
Un morceau de jade.

Le rythme s'adoucit avec cette ballade dans laquelle la chanteuse parle d'elle à la troisième personne afin de rejeter le luxe matériel, représenté ici par l'améthyste, une pierre fine symbole d'abondance (« Des améthystes, Mylène s'en fout. L'éclat du chic, Mylène s'en fout »).
Reprenant le champ lexical de la joaillerie (« diamantaire », « planche », « joyau », « parure »...), elle encense alors le jade, une pierre symbolisant la pureté et la sagesse, considérée comme étant celle du cœur, de l'esprit et de l'âme.
Mylène Farmer confirmera : « Le jade évoque effectivement la pureté, l'idée aussi d'un matériau brut, d'un matériau qui n'est pas précieux mais qui devient avec le temps quelque chose de précieux ».

### L'instant X

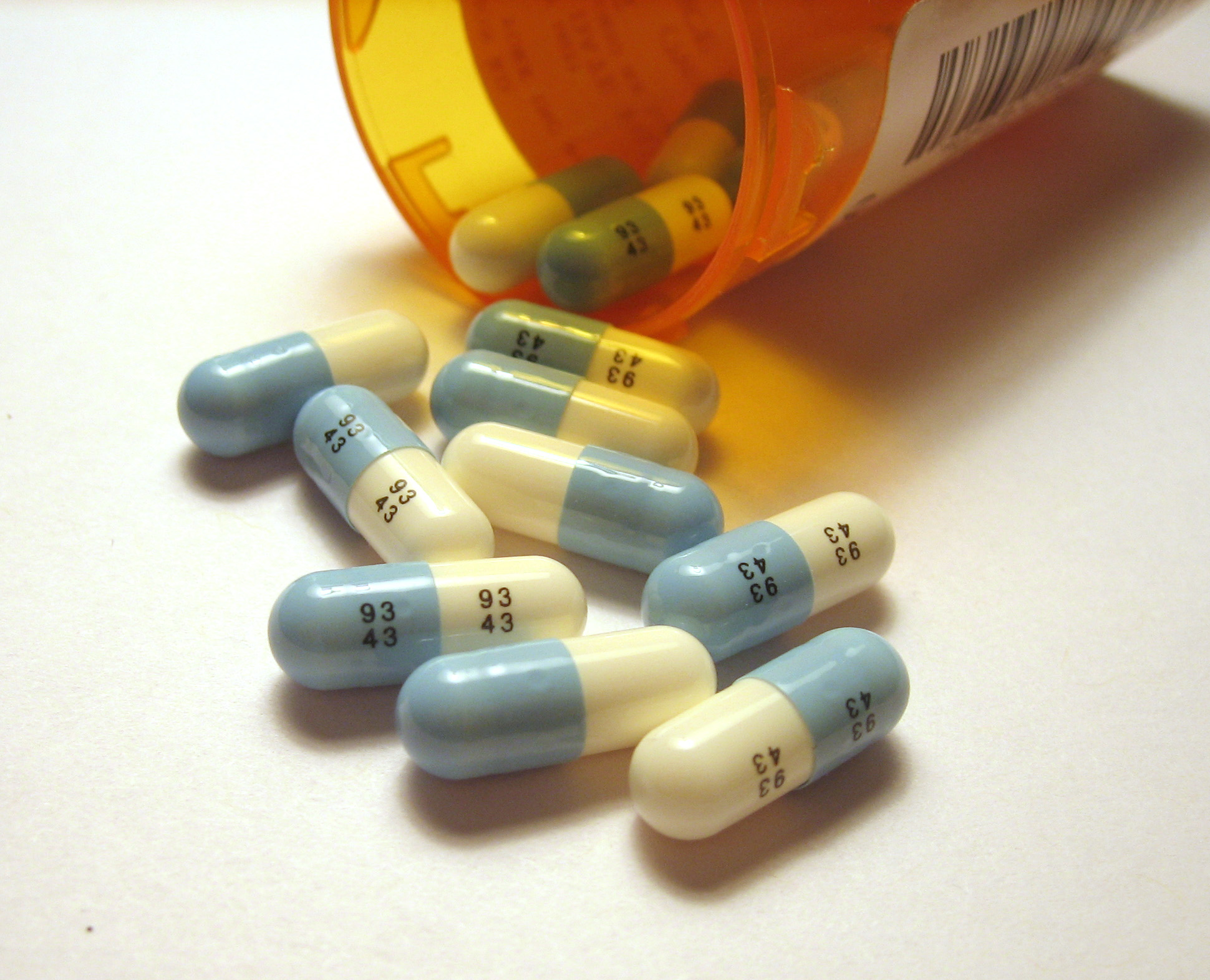
Du Prozac.

Utilisant une voix très grave dans L'instant X, Mylène Farmer retrace, non sans humour, une journée durant laquelle se produit une succession d'éléments négatifs.
Ironisant sur le monde qui l'entoure, elle cite avec cynisme plusieurs dogmes annoncés comme salvateurs : le nouveau millénaire (« L'an 2000 sera spirituel, c'est écrit dans Elle »), le Messie ou encore le Père Noël.
Empruntant quelques vers au Petit Papa Noël de Tino Rossi (« Papa Noël, quand tu descendras du ciel »), elle lui commande alors non pas des jouets, comme dans la chanson d'origine, mais du Prozac, un antidépresseur (transformant celui-ci en « Zoprack », la publicité de médicaments étant interdite dans une chanson).
La musique, devenant de plus en plus rock, laisse entendre des sons de cloches durant le pont musical.

### Eaunanisme
Pour le titre de cette ballade, Mylène Farmer associe l'élément eau avec le mot onanisme (une association pouvant rappeler la cyprine).
Dans ce texte très sensuel, qui peut être lu de plusieurs façons, le thème de l'eau est effectivement présent du début à la fin, avec plusieurs sous-entendus sexuels (« Mets l'ancre en moi », « Et coule cette écume de ma bouche », « C'est si doux la brûlure là où ta main me touche, eau »).
« J’ai essayé d’évoquer l’écriture. La liberté de la poésie, du lecteur qui essaie de puiser plus des sensations qu’une réelle explication sur un sujet. J’ai voulu parler de l’écriture, de sa sensualité, du plaisir solitaire de l’écriture. »
La chanteuse évoque également l'ambre et ses légendes (« Océan d'ambre, mélange-moi à tes légendes »). Celles-ci étaient en effet liées à l'eau puisque dans les civilisations grecques et slaves, les perles d’ambre étaient assimilées aux larmes versées par les dieux.

### Et tournoie...

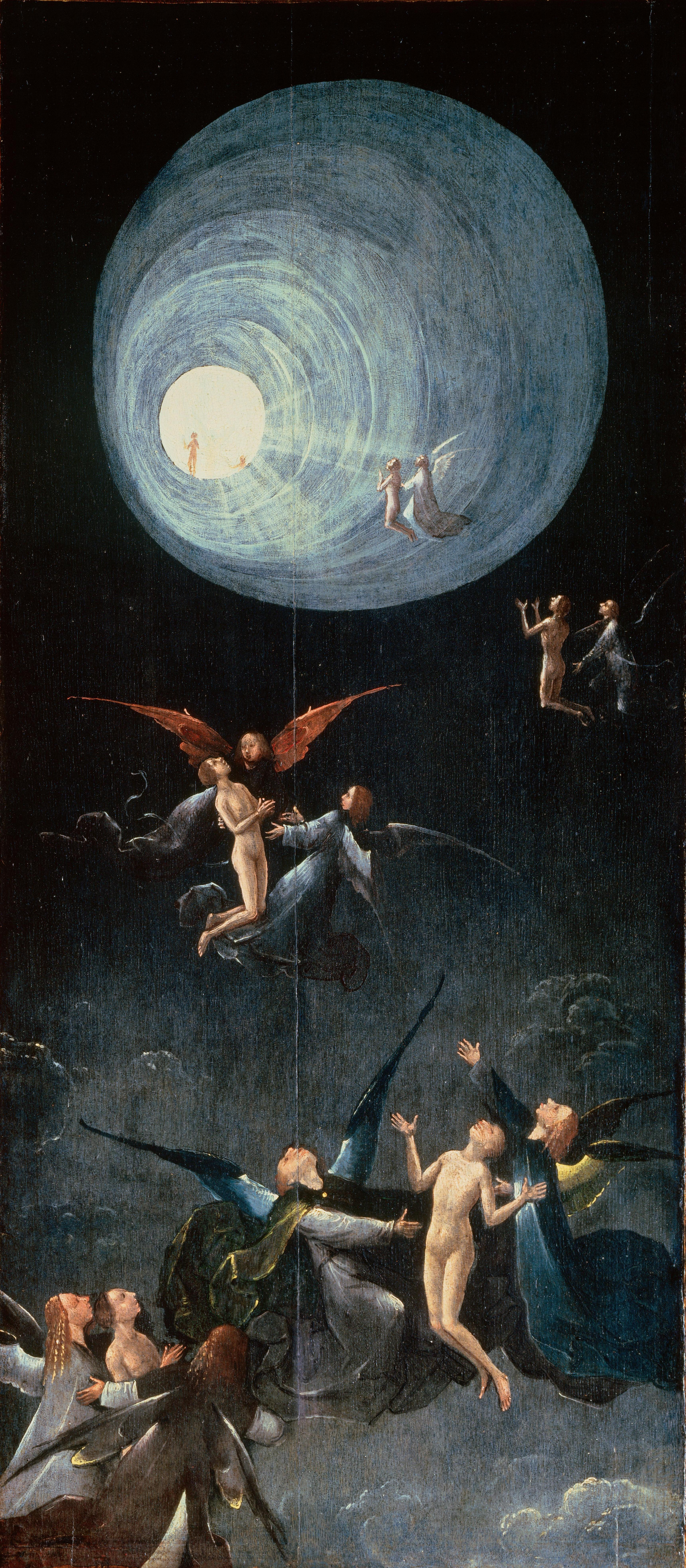
Montée des bienheureux vers l'empyrée de Jérôme Bosch.

Pour ce titre plutôt pop introduit par quelques notes de flûte, Mylène Farmer signe un texte inspiré par le cône de lumière du peintre Jérôme Bosch, présent dans le tableau Montée des bienheureux vers l'empyrée (une des parties du quadriptyque Visions de l'au-delà).
S'adressant dans les couplets à ses propres angoisses (« Côté sombre, c'est mon ombre », « Ton fantôme intérieur affronte tes heures », « Assassin blotti, ton pire ennemi », « Tu veux t'expulser de toi, mais ta vie fait envie », « Dedans tout n'est que faille, ton cœur de cristal se brise au moindre éclat de rires et de larmes »), elle tente de s'élever spirituellement dans le refrain afin de leur échapper (« Mets ton âme de lumière, et tournoie, et tournoie »).
Les phrases « Sous ton âme la plainte amère » et « L'astre s'élève » sont inspirées de vers de Pierre Reverdy,.

### XXL
Débutant par des riffs de guitare électrique de Jeff Dahlgren, XXL est un titre rock qui rappelle le sigle XXL désignant les vêtements de grande taille, en juxtaposant le chromosome XX des femmes avec le pronom féminin « elle(s) ».
La chanteuse évoque ici le « Besoin d'amour » universel des femmes, qu'elles soient bourgeoises, clochardes, intellectuelles, prostituées, transsexuelles, célèbres ou malades.
Elle déclarera : « L'amour est la chose qui m’est apparue comme étant la plus importante et la plus fondamentale pour ma et notre vie. Un besoin d’amour, oui ! On a envie de choses exceptionnelles. Mais ce pourrait être l’amitié, c’est la même chose. Des choses de grande qualité ».

### Rêver

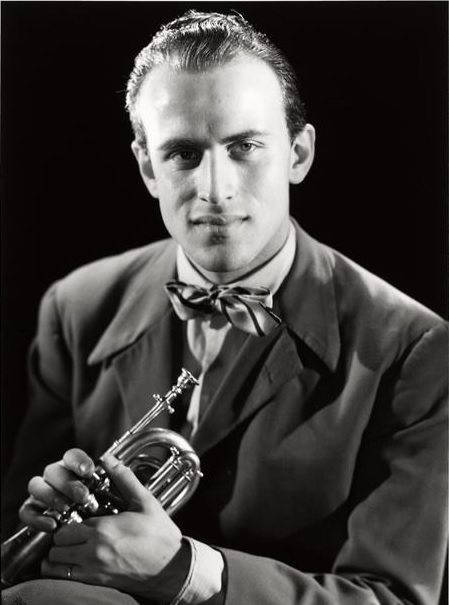
Boris Vian.

Pour cette ballade renouant avec des titres mélancoliques comme Regrets et Ainsi soit je..., Mylène Farmer écrit un texte prônant la tolérance (« A force d'ignorer la tolérance, nous ne marcherons plus ensemble », « J'ai rêvé qu'on pouvait s'aimer, au souffle du vent »).

Celui-ci est notamment influencé par plusieurs ouvrages, dont J'irai cracher sur vos tombes de Vernon Sullivan (pseudonyme de Boris Vian), Le Mont des Oliviers d'Alfred de Vigny, ainsi que plusieurs poèmes de Pierre Reverdy : « Nous ne marcherons plus ensemble » correspond au dernier vers du poème Dans le monde étranger, « Dansent les flammes, les bras se lèvent » rappelle le poème Esprit pesant, tandis que « Le monde comme une pendule qui s’est arrêtée » fait écho au poème Toujours là.
La chanson se termine de façon plus lucide et désespérée, avec la phrase « J'avais rêvé du mot "Aimer" ».

### Alice

Une araignée.

Dans ce texte avec peu de paroles, la chanteuse présente Alice comme une araignée, afin de symboliser le côté sombre d'un artiste que ce dernier essaie de repousser par moments, avant d'essayer de le rechercher plus tard, pouvant parfois le pousser à l'autodestruction.
Elle déclarera : « Quand j'ai entendu cette musique, il y a cette boucle, cette répétition et j'y voyais bien la marche d'un petit animal. [...] Alice est devenue l'artiste et la représentation du mal-être de l'artiste ».

### Comme j'ai mal
Comme j'ai mal est un titre pop rythmé, dans lequel Mylène Farmer écrit un texte relatant une séparation avant « un nouveau départ », mêlant des sentiments de deuil et de renaissance.

Elle déclarera : « Je vois dans la notion de rupture, pas une notion négative mais, au contraire, là encore, je parlerais de passage. [...] J’y vois dans ces cas-là quelque chose porté vers le haut, l’esprit qui s’échappe, une fois de plus ».
La phrase « Je te laisse parce que je t'aime » est empruntée au poème Toi ou moi de Pierre Reverdy, issu du recueil Sources du vent.

### Tomber 7 fois...

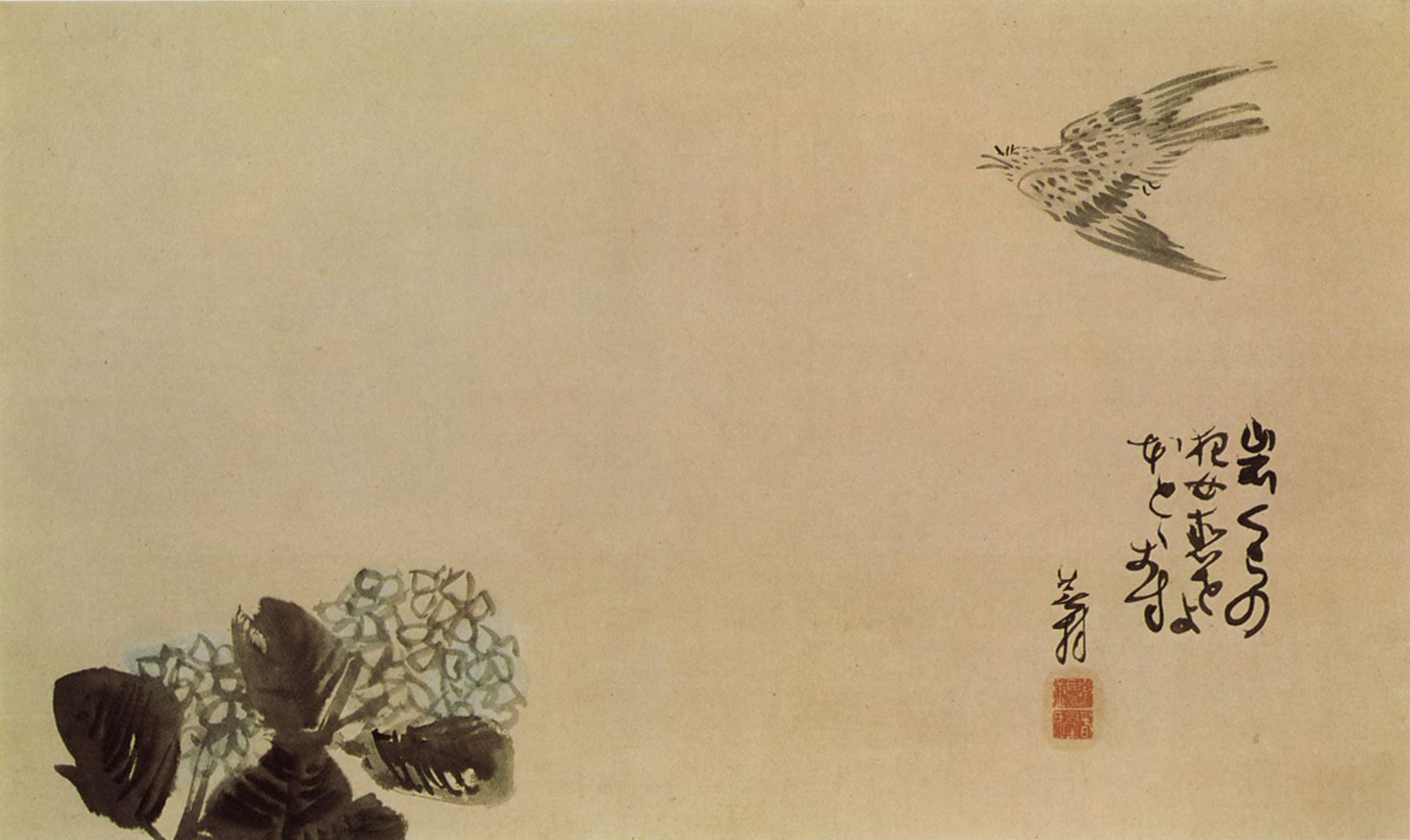
Un Haïku japonais.

Écrite et composée par Mylène Farmer, cette chanson très rock est inspirée de l'Haïku japonais « Le succès c’est tomber sept fois, se relever huit ».
Le texte se montre très positif et combattif (« Se prendre des coups plutôt que le tiède », « Se battre pour ses rêves », « Mieux vaut être atypique, vertébré excentrique qu'un fossile usé », « Mais toujours vouloir pour soi la lune ») et cite la formule américaine « Never explain, Never complain ».

Pour les chœurs des refrains, elle fait appel à une trentaine d'enfants de la Chorale du Lycée français de Los Angeles.
La chanson sera utilisée aux États-Unis en 2000 pour une publicité télévisée de la marque Aïwa.

### Laisse le vent emporter tout

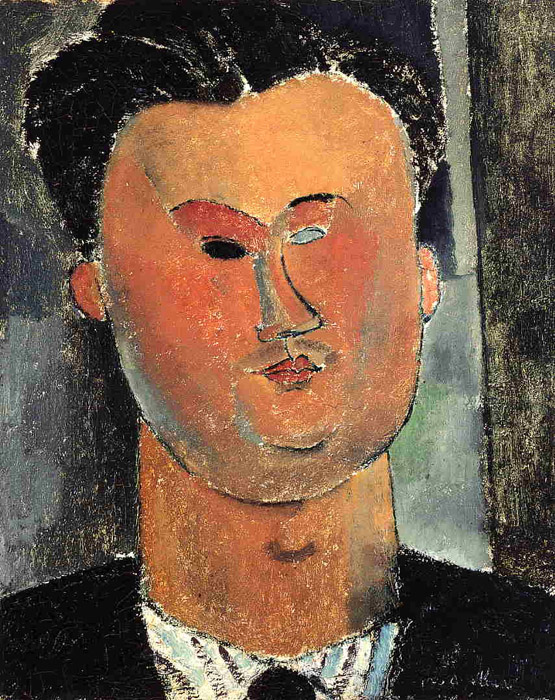
Pierre Reverdy par Amedeo Modigliani.

L'album se termine sur une ballade acoustique, accompagnée de quelques notes de piano et de guitare.
Dans ce texte dédié à son père, Mylène Farmer évoque le deuil et l'acceptation (« Mais tout ce qui s'est passé glisse à côté, comme l'eau sur les joues », « Rester comme ça attaché ne peut rien changer, alors va », « Je laisse le vent emporter tout, laisse le vent prendre soin de tout »), malgré les regrets (« Et tous ces mots qu'on a dits, mots qu'on a fuits, où sont-ils allés ? », « Là j'irai bien te chercher , j'ai tellement changé »).
Plusieurs phrases font de nouveau écho à des poèmes de Pierre Reverdy, comme « Je laisse le vent emporter tout », « Je t'ai rêvé homme sans pied, Dieu ou névé » ou encore « Mais tout ce qui s'est passé glisse à côté ».
Première chanson enregistrée de l'album, c'est également la seule dont le mixage a été effectué par Thierry Rogen, qui sera remplacé par Bertrand Châtenet pour les titres suivants.

## Accueil critique
- « Un travail fignolé sur le plan de la production qui donne un résultat sonore d'une rare limpidité. » (7 Extra)[32]
- « Impossible de faire un pari sur l'avenir et déjà désigner les prochains singles possibles, tant les douze plages sont toutes aussi fortes dans des registres parfois très différents. » (Nord éclair)[33]
- « Américanisée jusqu'au bout des ongles, notre rousse de charme signe un CD sublime qui va élargir son public et combler les fans de ses débuts avec les intimistes Eaunanisme et Et tournoie. Quand la douceur apprivoise la violence... » (Star Club)[34]
- « La production est, comme toujours, impeccable. Les textes mystiques (bien que moins pervers ou audacieux) flirtent encore avec les ténèbres. » (Platine magazine)[35]
- « Le détournement de mélodies du groupe Nirvana, transformées en Instant X et Tomber 7 fois, fait hésiter entre l'indignation et la franche rigolade. » (Le Monde)[36]
- « Un nouvel opus d'une toute grande beauté [...] Bref, de quoi se rincer les oreilles avec délectation, mais également les yeux, grâce aux superbes photos signées Herb Ritts qui parsèment le livret du CD. Indispensable. » (Ciné Télé Revue)[37]
- « Aux Cendres de lune du premier album répond ici une lumière plus solaire ; aux programmations systématiques de naguère, des guitares charnues. » (Télérama)[9]
- « Anamorphosée alterne des ballades éthérées à la troisième personne, des humeurs gainsbouriennes et des morceaux troublés de guitares et d'ésotérisme [...] La voix, cristalline, s'aventure parfois dans des registres plus bas et explore une cartographie de la douleur, de l'exil, de l'extase, de la renaissance. » (L'Express)[7]
- « Comme d'habitude, les mélodies et orchestrations de Laurent Boutonnat siéent parfaitement aux murmures très enrobés d'une chanteuse sur le fil arachnéen. » (La Libre Belgique)[38]
- « Si les rythmiques sont plus variées - et également plus actuelles - c'est une voix et un genre intacts qu'on retrouve, les textes étant sans doute moins sulfureux que par le passé. » (Le Soir)[6]

## Singles
Cinq chansons sont sorties en single : XXL, L'instant X, California, Comme j'ai mal et Rêver.

### XXL

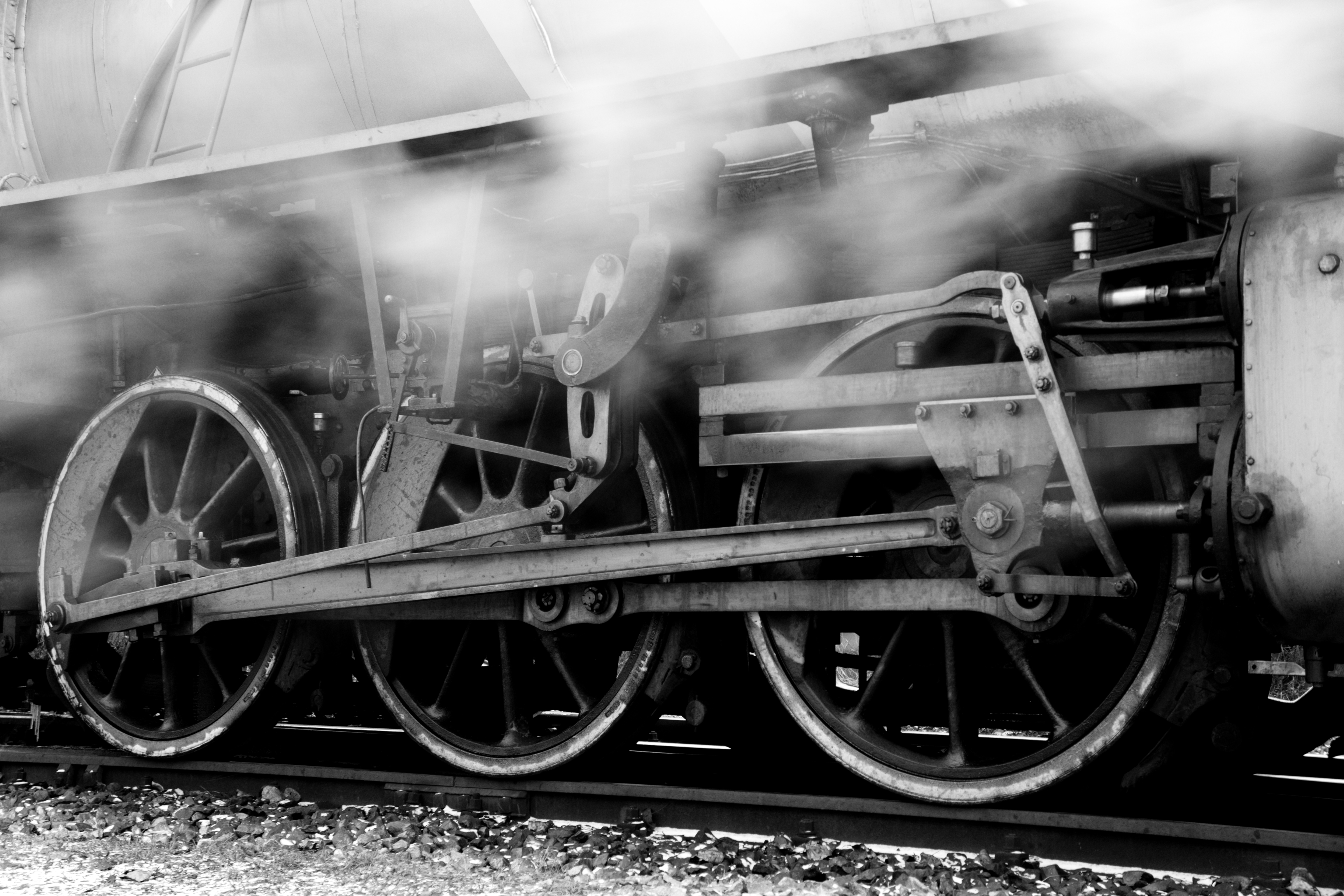
Les roues d'une locomotive à vapeur.

XXL sort en single le 19 septembre 1995, soit un mois avant l'album Anamorphosée. Sur la pochette, aucune photo de la chanteuse n'apparaît : seules les lettres XXL figurent en grand, en couleur or et sur un fond noir.
En plus des paroles moins sombres et de la musique plus rock, le clip surprend également le public : réalisé en noir et blanc par Marcus Nispel (et non par Laurent Boutonnat), il présente Mylène Farmer en figure de proue d'une locomotive à vapeur, dévoilant une image beaucoup plus féminine et lumineuse dans une robe signée Thierry Mugler.
XXL connaît un grand succès en France, se classant no 1 du Top 50 et no 1 des diffusions radio, mais aussi en Europe où elle est la deuxième chanson la plus diffusée de l'année 1995 pour un artiste français.

### L'instant X

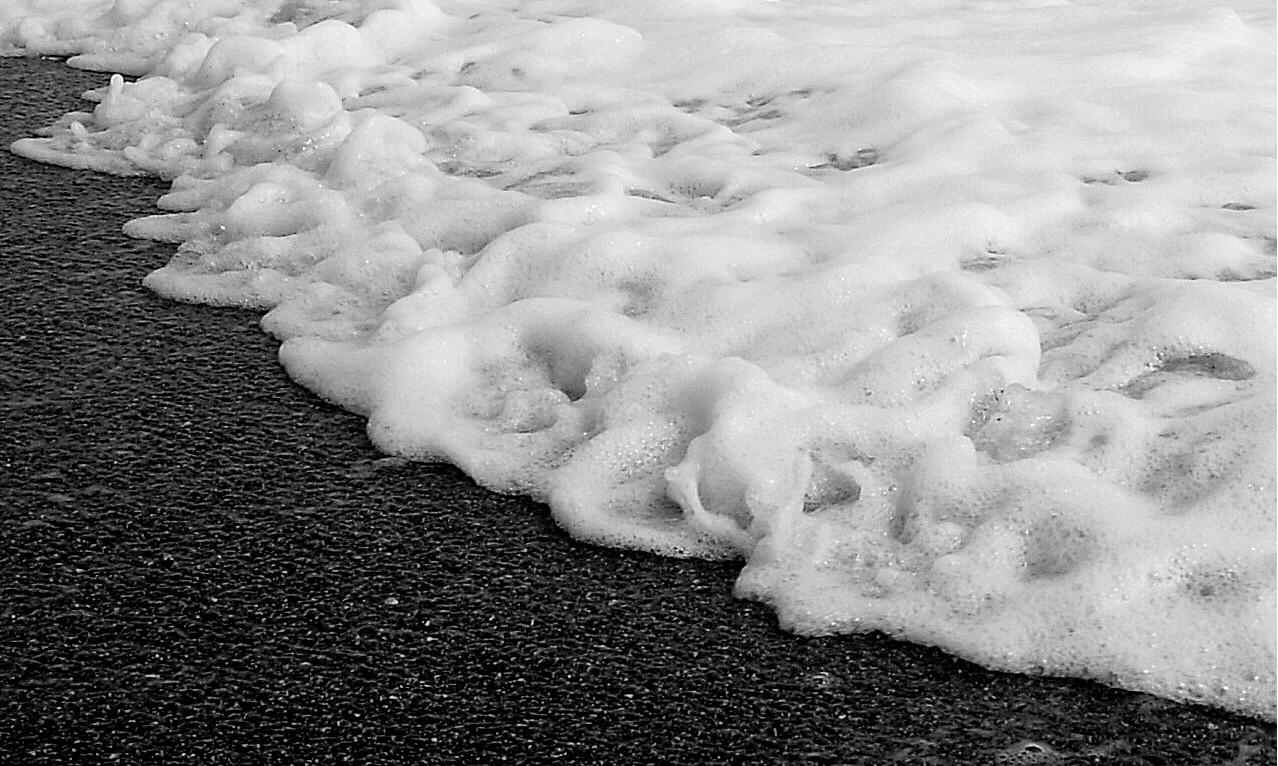
Le clip montre la chanteuse sur un nuage de mousse.

L'instant X sort en single le 12 décembre 1995, peu avant les fêtes de Noël.
Tourné à New York par Marcus Nispel et inspiré par le film américain Danger planétaire (The Blob), le clip, qui montre la chanteuse évoluant sur un nuage de mousse, évoque la fin du monde (que beaucoup annonçaient pour l'an 2000).
La chanson connaît un grand succès en France, atteignant la 6e place du Top 50 où elle reste classée durant 20 semaines (dont 8 semaines dans le Top 10), ainsi que la 7e place des titres les plus diffusés en radio. Écoulé à plus de 200 000 exemplaires, il permet à Anamorphosée de conserver la 2e place des ventes pendant plusieurs semaines.

### California

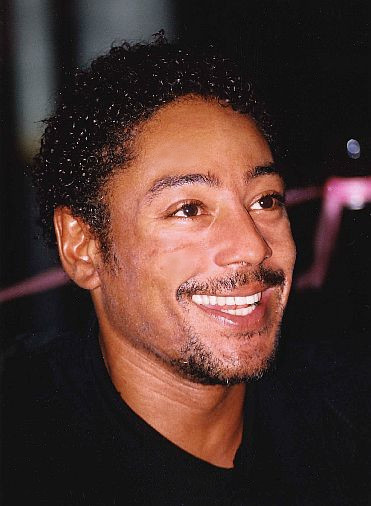
Giancarlo Esposito.

La ballade California sort en single le 26 mars 1996, alors qu'Anamorphosée figure toujours dans le Top 10 des meilleures ventes.
Réalisé par Abel Ferrara, le clip, très sulfureux, présente la chanteuse incarnant deux personnages différents : une prostituée et une bourgeoise.
Tourné sur Sunset Boulevard avec de vraies prostituées et l'acteur américain Giancarlo Esposito, ce clip demeure l'un des clips français les plus chers (il a coûté plus de 600 000 euros).
La chanson connaît un grand succès en France, se classant à la 7e place du Top 50 où elle reste classée durant 17 semaines.
No 1 des diffusions radio pendant trois semaines, California est la 7e chanson la plus diffusée de l'année 1996 en France et connaît également un grand succès en Russie et en Europe de l'Est.

### Comme j'ai mal

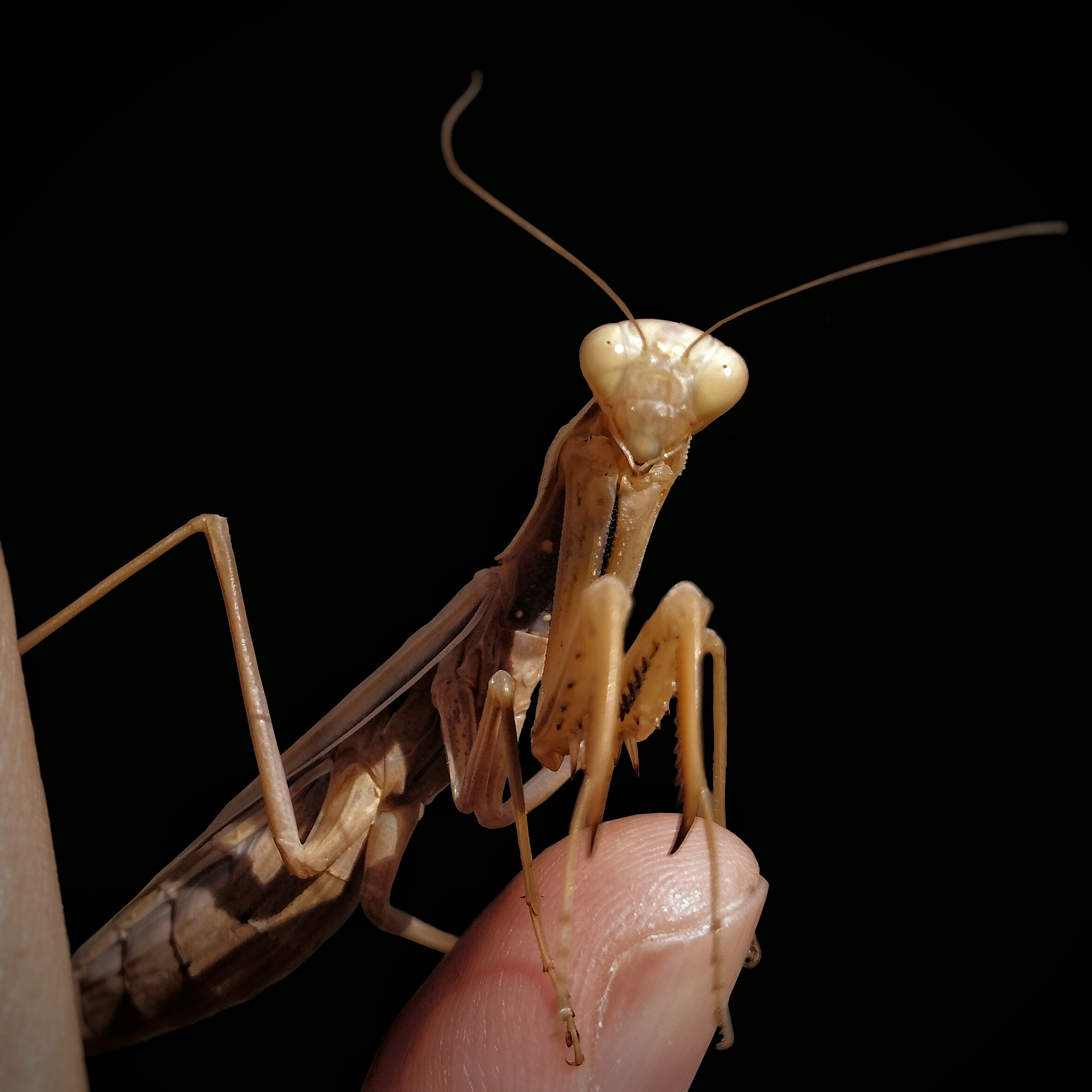
Une mante religieuse.

Comme j'ai mal sort en single le 6 août 1996, peu de temps après la grave chute de la chanteuse le 15 juin 1996 lors d'un concert à la Halle Tony-Garnier de Lyon.
Le clip très sombre, réalisé par Marcus Nispel, présente une enfant victime de violences familiales qui trouve refuge dans un monde peuplé d'insectes et finit par renaître en effectuant une chrysalide.
Dès sa sortie, le titre atteint la 11e place du Top 50, dans lequel il reste classé durant 9 semaines. Comme j'ai mal est la 17e chanson la plus diffusée de l'année 1996 en France et connaît également un grand succès en Russie et en Europe de l'Est, notamment en Pologne où elle atteint la 3e place des diffusions radio.

### Rêver

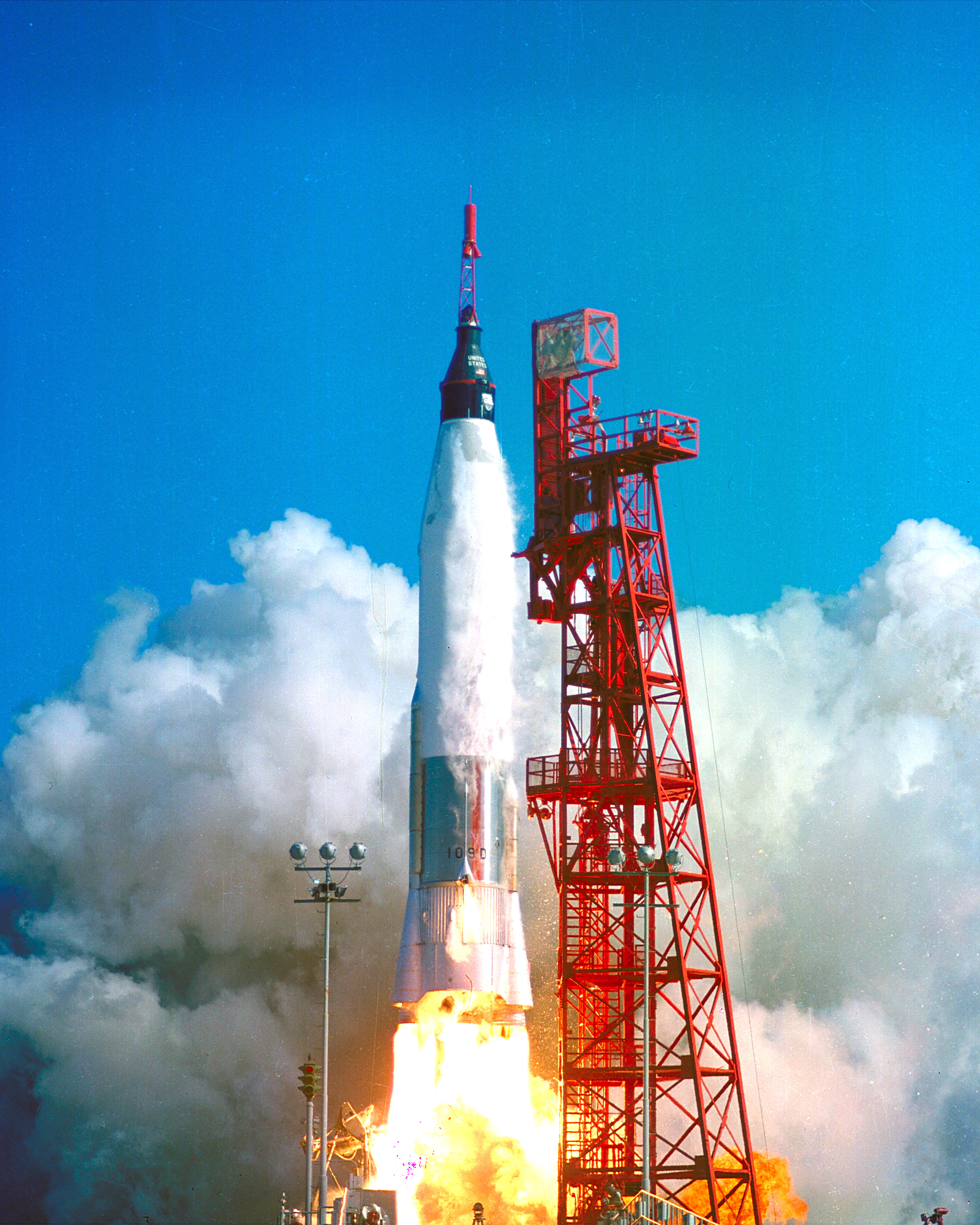
Atlas-Centaur 1.

Sorti le 16 novembre 1996, Rêver est le dernier single extrait de l'album Anamorphosée.
Le clip n'est autre que l'interprétation de la chanson en version acoustique lors du Tour 1996 de Mylène Farmer, juste après la diffusion sur un écran géant de l'explosion de la fusée Atlas-Centaur 1.
Portant une robe en fer créée par Paco Rabanne, la chanteuse, submergée par l'émotion, finit la chanson en larmes.
La chanson connaît un grand succès, atteignant la 7e place du Top 50 où elle reste classée durant 15 semaines.
Très diffusée en radio, Rêver permet à Anamorphosée de se classer no 1 des ventes plus d'un an après sa sortie et de dépasser le million d'exemplaires vendus.

## Classements et certifications
Dès sa sortie, Anamorphosée se classe directement à la deuxième place des ventes, derrière D'eux de Céline Dion. Grâce au succès des différents singles, il restera 34 semaines parmi les 10 meilleures ventes d'albums en France.
En janvier 1997, Anamorphosée finit par atteindre la première place du Top Albums, période à laquelle il dépasse le million d'exemplaires vendus. Il est certifié disque de diamant en France.
Disque de platine en Belgique et disque d'or en Suisse, l'album connaît également un grand succès en Russie et reçoit la Victoire de la musique de l’album français le plus exporté pour l'année 1996. Il s'est écoulé à plus de 1 400 000 exemplaires.
| Classement                       | Meilleure position |
| -------------------------------- | ------------------ |
| Belgique (Wallonie Ultratop)     | 2                  |
| Europe (European Top 100 Albums) | 19                 |
| France (SNEP)                    | 1                  |
| Québec (Top Albums Québec)       | 27                 |
| Suisse (Schweizer Hitparade)     | 25                 |

| Classement annuel (1995)     | Position |
| ---------------------------- | -------- |
| Belgique (Wallonie Ultratop) | 35       |
| France (SNEP)                | 18       |

| Classement annuel (1996)     | Position |
| ---------------------------- | -------- |
| Belgique (Wallonie Ultratop) | 11       |
| France (SNEP)                | 6        |

| Classement annuel (1997)     | Position |
| ---------------------------- | -------- |
| Belgique (Wallonie Ultratop) | 80       |

### Certifications
| Pays     | Certification |
| -------- | ------------- |
| Belgique | Platine       |
| Europe   | Platine       |
| France   | Diamant       |
| Suisse   | Or            |

## Crédits
| - Paroles : Mylène Farmer - Musique : Laurent Boutonnat - Sauf Tomber 7 fois... (Mylène Farmer) - Guitares : Jeff Dahlgren - Basses : Abraham Laboriel - Batteries : Denny Fongheiser - Claviers : Laurent Boutonnat - Flûtes : Pol Ramirez Del Piu - Background vocals : Kate Markowitz (L'instant X et Comme j'ai mal) - Chœurs : Chorale du Lycée français de Los Angeles (Tomber 7 fois...) | - Arrangements et production : Laurent Boutonnat - Prise de son : Shelly Yakus, Thierry Rogen et Chad Munsey - Mixage : Bertrand Châtenet - Sauf Laisse le vent emporter tout (Thierry Rogen) - Programmation : Fred Attal - Enregistrement : A&M Studios et Record One, à Los Angeles - Mixage : Record One et Record Plant - Management : Thierry Suc - Production exécutive : Paul van Parys pour Toutankhamon S.A. - Photos : Herb Ritts/Visages - Design : Henry Neu pour Com'N.B |